# Mlandżi
Mlandżi (ang. Mulanje Mountains a. Mlanje Mountains) – masyw górski w południowo-wschodnim Malawi, w 2000 roku wpisany na listę rezerwatów biosfery UNESCO. Najwyższy szczyt Sapitwa wznosi się na wysokość 3002 m n.p.m., co czyni go najwyższym szczytem kraju. 
Występuje tu duża różnorodność gatunków roślin i zwierząt, w tym liczne gatunki endemiczne, takie jak Widdringtonia whytei. W krajobrazie dominują wiecznie zielone lasy twardolistne i zarośla sawannowe, w wyższych partiach gór także roślinność wysokogórska. 
Podstawą gospodarki miejscowej ludności jest rolnictwo i pasterstwo, a także pozyskiwanie roślin leczniczych i turystyka. Masyw Mlandżi ma też duże znaczenie kulturowe – uważany jest za siedzibę duchów przodków i odbywają się tam tradycyjne obrzędy.
W 2025 roku krajobraz kulturowy góry Mlandżi został wpisany na listę światowego dziedzictwa UNESCO.

## Galeria

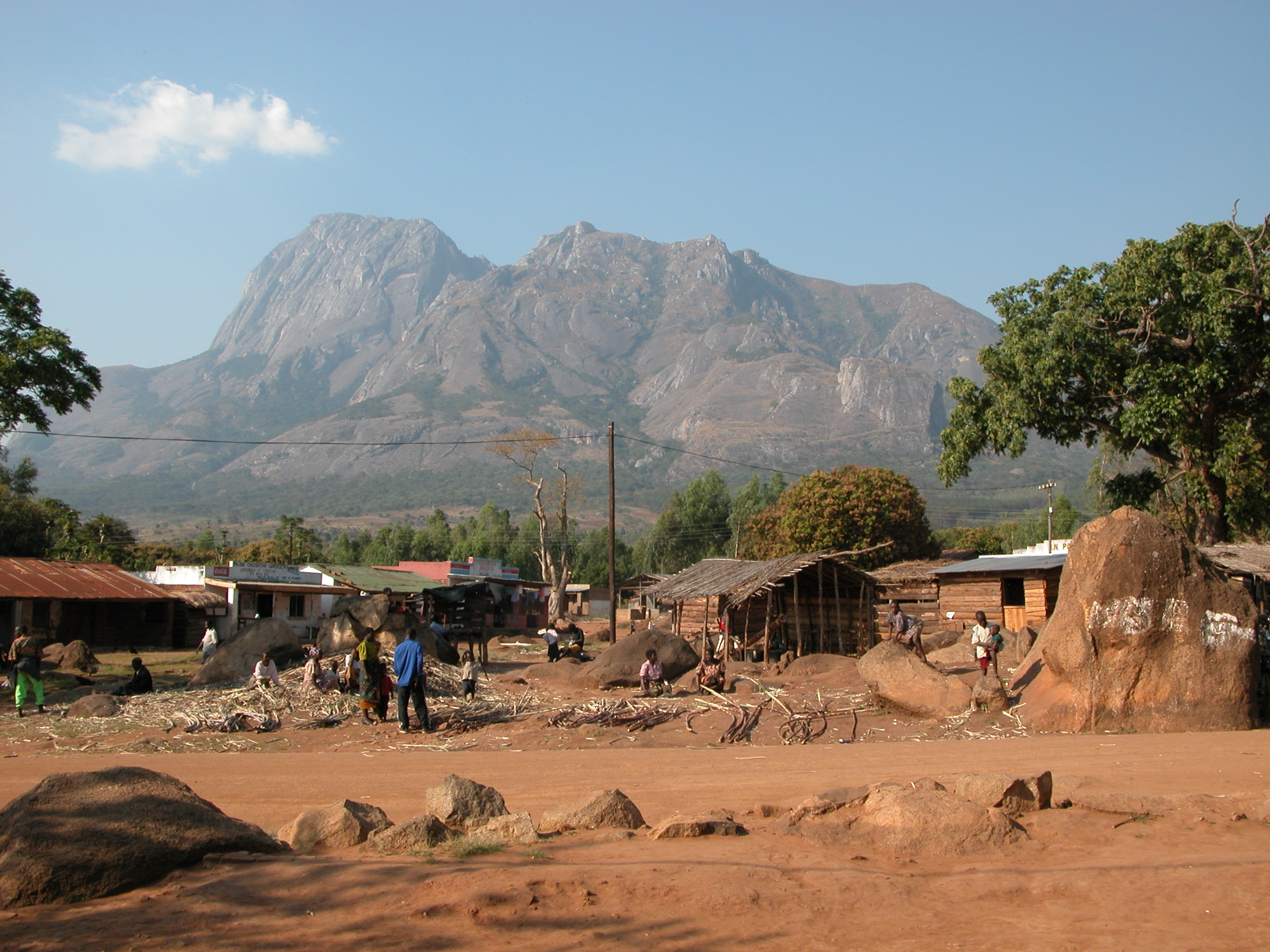
Widok na masyw
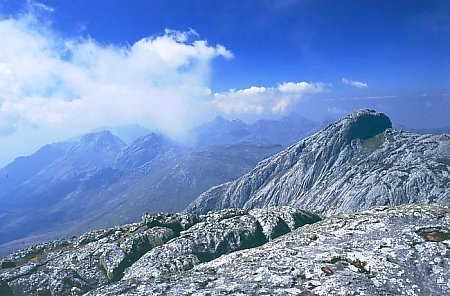
Widok ze szczytu Sapitwa
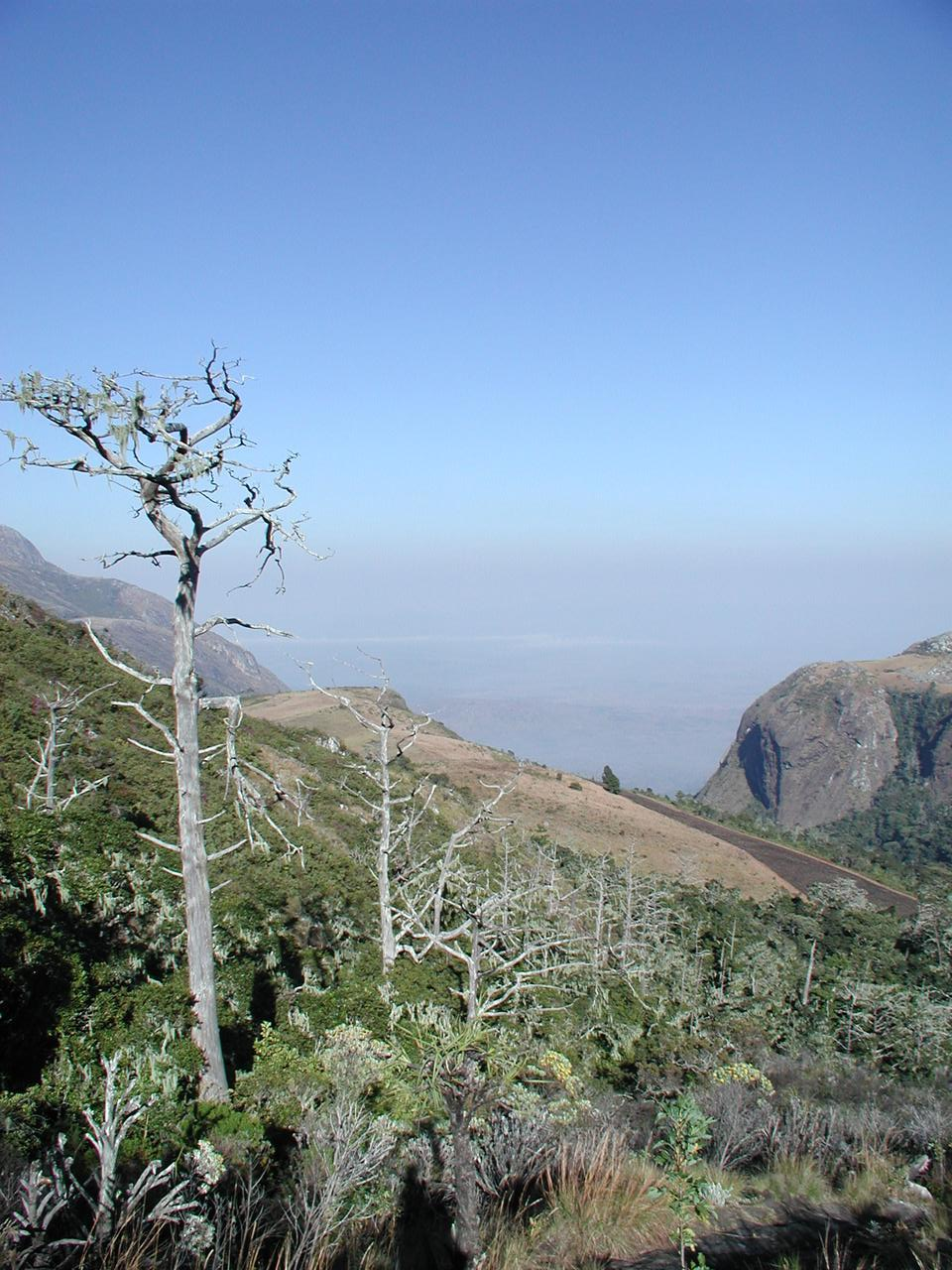
Zarośla na zboczach Mlandżi
Mulanje Massif 3D